# Герсон фон Бляйхредер
Герсон фон Бляйхрьодер (нім. Gerson von Bleichröder; 22 грудня 1822, Берлін — 18 лютого 1893, Берлін) — німецький банкір, сучасникам відомий як банкір Отто фон Бісмарка і як такий виконував політичну функцію при Міністерстві закордонних справ.

## Короткий життєпис

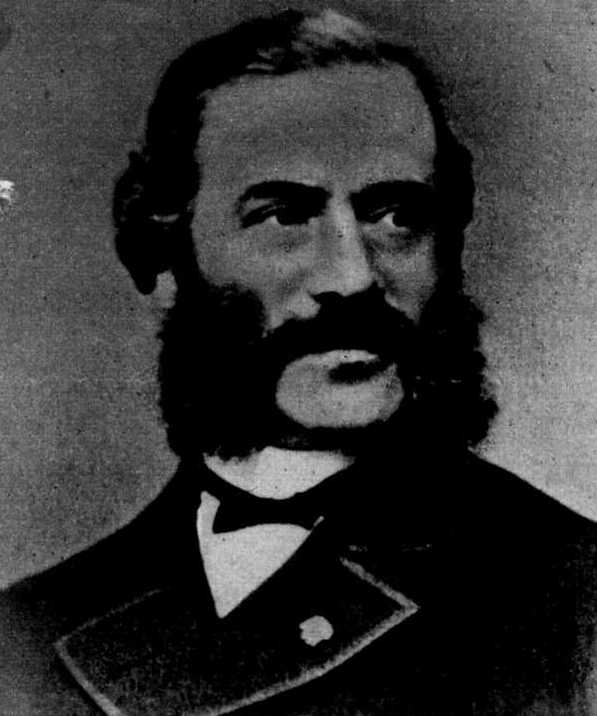
Герсон фон Бляйхредер

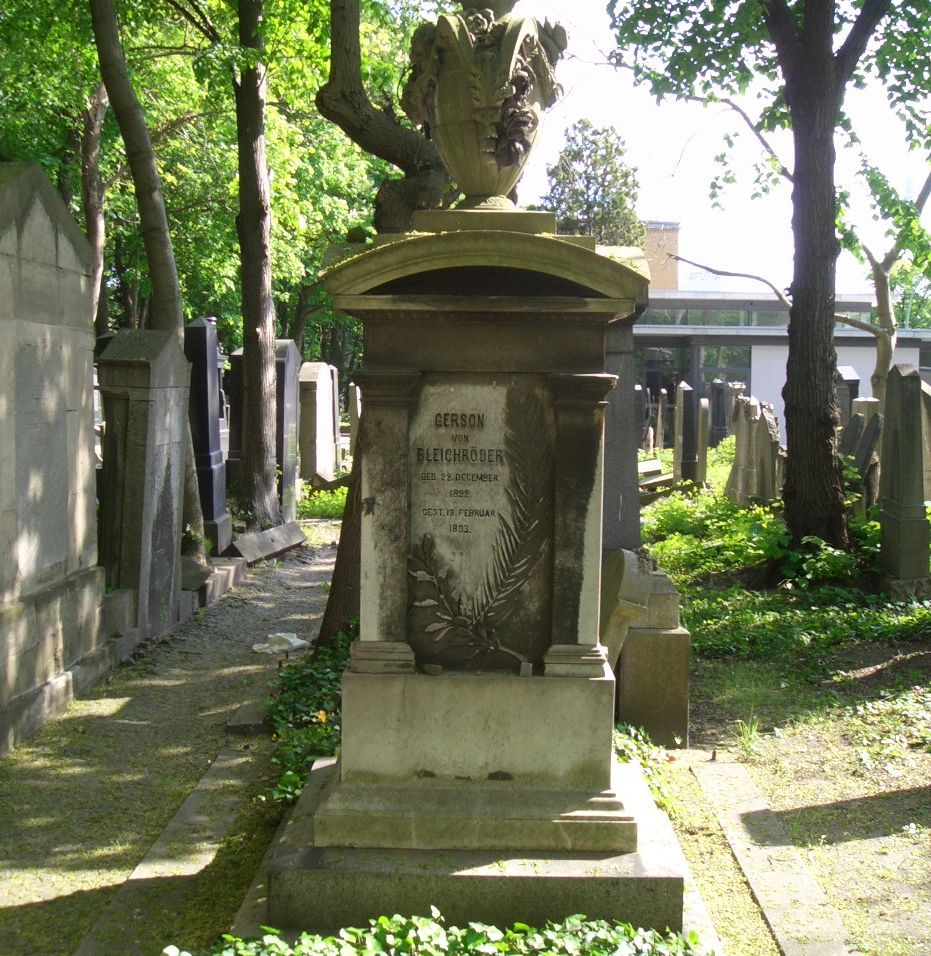
Гробівець Бляхгаймерів на єврейському кладовищі у Берліні

Герсон Бляйхрьодер був сином Самуеля Бляйхрьодера (Samuel Bleichröder), який походив з поважної єврейської родини і у 1803 р. заснував банк під своїм іменем. Він був кореспондентом банку  Ротшильдвів у Берліні. У 1855 р. Герсон Бляйхрьодер очолив банк заснований батьком. Місце серед банкірів світового рівня він завдячив фінансуванням російських підприємств і російського державного бюджету. З часом він почав брати участь і у фінансуванні державних програм в Німеччині. Він став найбагатшою людиною у Пруссії і одною з найбагатших у світі. Основою його інтернаціонального положення було виконання ним функцій емісара Бісмарка, який завдяки своїм зв'язкам з банкірами інших країн, в першу чергу, з Ротшильдами, міг збирати інформацію про політичний і економічний стан в інших державах. Оскільки Бісмарк і Бляхредер були в довірливих і дружніх стосунках, останній як банкір і приватна особа міг висловлювати делікатні думки свого покровителя тоді, коли це не можна було робити дипломатичним шляхом.
Герсон Бляйхрьодер разом дружніми йому банками фінансував  Австро-пресську війну 1866 р., брав у участь у переговорах про розміри репарації Франції після її поразки у  війні 1871 р. Однак незважаючи на заслуги перед державою, він, як єврей, хоч і асимільований, не міг зайняти місце серед верхівки при  Кайзері Вільгемі II. У 80-ті роки 19-го ст. Герсон Бляйхрьодер разом з бельгійськи банкіром Морисом де Гірше (Maurice de Hirsch), став важливим німецьким інвестором у тодішню  Османську імперію, але ці два євреї були витіснені Сіменсом і  Німецьким банком, особливо з початком побудови Багдадської залізниці.
Герсон фон Бляйхрьодер був другим нехрещеним євреєм в Пруссії (після А. Опенгайма), який у 1872 р. був введений у шляхетський стан і мав численні інші відзнаки. Але наростання антисемітизму в німецькому суспільстві у 80-х рр. 19-го ст. не дозволило йому наблизитися у тісне коло великої німецької буржуазії. Можливо з цих причин його син Ганс барон фон Бляйхгайм погодився на хрещення.